# Sylvia Meals
Sylvia Meals (13 de junio de 1943 - 29 de marzo de 2011) fue una actriz estadounidense, reconocida por su papel como la esposa del boxeador Apollo Creed en la franquicia Rocky. También participó en la película Tournament of Dreams de 2007.

## Filmografía
- 2007 - Tournament of Dreams
- 1995 - Los casos de Cosby (Televisión)
- 1985 - Rocky IV
- 1979 - Rocky II